# Geranium arachnoideum
Geranium arachnoideum là một loài thực vật có hoa trong họ Mỏ hạc. Loài này được A.St.-Hil. mô tả khoa học đầu tiên năm 1825.